# Cornflake Girl
«Cornflake Girl» (рус. «Кукурузная девочка») — песня американской певицы Тори Эймос, второй сингл из её альбома Under the Pink. Для композиции было снято два музыкальных видео, так как первое сочли слишком странным для американской аудитории. Певица Мерри Клэйтон исполнила бэк-вокал, а также строчку-бридж «man with the golden gun» (рус. господин с золотым „стволом“).
Песня достигла 4-й позиции в британском чарте и стала самым успешным международным хитом Эймос на тот момент. В Австралии песня добралась до 19-й строчки и заняла 35-е место в опросе радиостанции Triple J «Самые горячие хиты 1994 года», что позволило ей попасть в сборник этого радио — Hottest 100. Также песня заняла 433-е место в списке журнала Blender «500 величайших песен со времён твоего рождения».

## Тематика песни
Источником вдохновения для песни стал роман Элис Уокер «Секрет удовольствия» (1992) о молодой африканской девушке, проходящей через ритуал женского обрезания. Эймос была возмущена этой концепцией — как мать может подвергнуть свою дочь такому зверскому акту, и песня возникла как исследование идеи предательства женщинами — близкими членами семьи. В песне фигурируют две категории женщин: «девочки-изюминки» — они «мультикультурные» и непредубеждённые, и «кукурузные девочки» — они имеют «узкий кругозор» и полны предрассудков.
Акцент на кукурузных хлопьях и изюме являлся аллегорией, в которой содержимое коробки хлопьев для завтрака подразумевает, что и в жизни «девочки-изюминки» попадаются гораздо реже, чем «кукурузные девочки». Эймос сетовала в интервью, что из-за популярности этой песни к ней прицепилось прозвище «кукурузная девочка», хотя по этой классификации она считает себя «изюминкой». Кроме того, она ясно заявляет в первой строчке своей песни: «Никогда не была кукурузной девочкой».
В 1984 году тогда ещё никому неизвестная 21-летняя Эймос снялась в рекламе кукурузных хлопьев фирмы Kellogg, благодаря которой девушка стала узнаваема. Этот завтрак включал в себя как изюм, так и кукурузные хлопья, совпадение ли это всё или нет — неизвестно.
На волне успеха фирма Atlantic выпустила серию кукурузные хлопьев c изображением Эймос на коробке, дабы «подогреть» популярность песни. В настоящее время эти хлопья — коллекционный раритет.

## Музыкальное видео
Для «Cornflake Girl» было снято два музыкальных видео. Британская версия была срежиссирована Big TV! — творческим дуэтом режиссёров Энди Делени и Монти Уайтблумом. По словам Эймос, эта версия была основана на сказке «Волшебник из страны Оз», за исключением того, что вместо волшебной страны Дороти попадает в Ад. Руководство лейбла Atlantic посчитало эту версию клипа «немного странной» для американского зрителя, и в связи с этим было решено сделать второй вариант клипа, который был срежиссирован самой Эймос вместе с Нэнси Беннетт. В новой версии видео Тори едет за рулём грузовика, полным девушек, по типичной американской пустыне.

## Список композиций
Компакт-диск (США)
1. «Cornflake Girl» (отредактированная версия) — 3:54
2. «Sister Janet» — 4:00
3. «Daisy Dead Petals» — 3:03
4. «Honey» — 3:47

Компакт-диск (Великобритания, Австралия, Германия) (с другой обложкой)
1. «Cornflake Girl» — 5:05 (по ошибке, фигурирует как «отредактированная версия»)
2. «Sister Janet» — 4:00
Piano Suite
3. «All The Girls Hate Her» — 2:23
4. «Over It» — 2:11

## Хит-парады
| Чарт (1994)                      | Высшая позиция |
| -------------------------------- | -------------- |
| Australia ARIA Singles Chart     | 19             |
| New Zealand RIANZ Singles Chart  | 41             |
| Dutch Singles Chart              | 26             |
| Canadian Singles Chart           | 30             |
| German Singles Chart             | 73             |
| Irish Singles Chart              | 9              |
| UK Singles Chart                 | 4              |
| Billboard Bubbling Under Hot 100 | 7              |
| Billboard Hot Modern Rock Tracks | 12             |